# Danh sách đĩa nhạc của Morning Musume
Lịch sử âm nhạc của nhóm các cô gái người Nhật Morning Musume bao gồm 12 album phòng thu, 5 album tổng hợp và 47 đĩa đơn. Được thành lập từ năm 1997 cho đến nay, nhóm có nhiều sự thay đổi về đội hình. Hiện tại đội hình của nhóm gồm Risa Niigaki (trưởng nhóm), Sayumi Michishige, Reina Tanaka, Aika Mitsui, Mizuki Fukumura, Erina Ikuta, Riho Sayashi, Kanon Suzuki, Haruna Iikubo, Ayumi Ishida, Masaki Sato và Haruka Kudo. Nhóm được hình thành bởi ca sĩ Tsunku từ ban nhạc rock "Sharam Q". Anh ta cũng là người sáng tác các ca khúc hợp xướng cũng như là nhà xuất bản của nhóm.
Bắt đầu vào tháng 1 năm 2007, Hãng chuyển tiếp nhãn hiệu âm nhạc Đài Loan chính thức phát hành phiên bản đầu tiên của Morning Musume bằng tiếng Trung Quốc tại Đài Loan. Vào tháng 3 năm 2009, phiên bản có phụ đề tiếng Anh của Morning Musume chính thức phát hành tại Bắc Mỹ trên JapanFiles (một trang web tải nhạc có thu phí). Tất cả các ca khúc của nhóm cũng được phát hành đồng loạt trên các phương tiện khác như iTunes Store tại Mỹ và Canada. JapanFiles tại bắc Mỹ phát hành tất cã các đĩa đơn của nhóm; mặc dù trên iTunes Store lại không có các ca khúc trong đĩa đơn Platinum 9, nhưng lại có hình ảnh từ đĩa đơn này.

## Albums

### Studio albums
| Year                                                                            | Album details                                                           | Peak chart positions | Peak chart positions | Peak chart positions | Certifications (sales thresholds) |
| Year                                                                            | Album details                                                           | JP Oricon            | JP Billboard         | TW                   | Certifications (sales thresholds) |
| ------------------------------------------------------------------------------- | ----------------------------------------------------------------------- | -------------------- | -------------------- | -------------------- | --------------------------------- |
| 1998                                                                            | First Time - Released: ngày 8 tháng 7 năm 1998 - Label: Zetima          | 4                    | —                    | —                    |                                   |
| 1999                                                                            | Second Morning - Released: ngày 28 tháng 7 năm 1999 - Label: Zetima     | 3                    | —                    | —                    |                                   |
| 2000                                                                            | 3rd: Love Paradise - Released: ngày 29 tháng 3 năm 2000 - Label: Zetima | 2                    | —                    | —                    | Million                           |
| 2002                                                                            | 4th Ikimasshoi! - Released: ngày 27 tháng 3 năm 2002 - Label: Zetima    | 1                    | —                    | —                    |                                   |
| 2003                                                                            | No.5 - Released: ngày 26 tháng 3 năm 2003 - Label: Zetima               | 1                    | —                    | —                    | Platinum                          |
| 2004                                                                            | Ai no Dai 6 Kan - Released: ngày 8 tháng 12 năm 2004 - Label: Zetima    | 7                    | —                    | —                    |                                   |
| 2006                                                                            | Rainbow 7 - Released: ngày 15 tháng 2 năm 2006 - Label: Zetima          | 7                    | —                    | —                    |                                   |
| 2007                                                                            | Sexy 8 Beat - Released: ngày 21 tháng 3 năm 2007 - Label: Zetima        | 7                    | —                    | —                    |                                   |
| 2009                                                                            | Platinum 9 Disc - Released: ngày 18 tháng 3 năm 2009 - Label: Zetima    | 13                   | —                    | 4                    |                                   |
| 2010                                                                            | 10 My Me - Released: ngày 17 tháng 3 năm 2010 - Label: Zetima           | 9                    | 15                   | 5                    |                                   |
| 2010                                                                            | Fantasy! Jūichi - Released: ngày 1 tháng 12 năm 2010 - Label: Zetima    | 16                   | —                    | —                    |                                   |
| 2011                                                                            | 12, Smart - Released: ngày 12 tháng 10 năm 2011 - Label: Zetima         | 8                    | —                    | —                    |                                   |
| "—" denotes releases that did not chart or were not released in that territory. |                                                                         |                      |                      |                      |                                   |

Notes
1. 1 2  Taiwan's peak position for: Platinum 9 Disc can be found at the thirteenth week of 2009, and 10 My Me on the twelfth week of 2010.

### Extended plays
| Year | Album details                                                                            | Peak chart positions |
| Year | Album details                                                                            | JP                   |
| ---- | ---------------------------------------------------------------------------------------- | -------------------- |
| 2006 | 7.5 Fuyu Fuyu Morning Musume Mini! - Released: ngày 13 tháng 12 năm 2006 - Label: Zetima | 14                   |

### Soundtracks
| Năm  | Album details                                                                                            |
| ---- | --- |
| 1998 | Morning Cop: Daite Hold on Me! (with Michiyo Heike) - Released: ngày 30 tháng 9 năm 1998 - Label: Zetima |
| 2000 | Pinch Runner - Released: ngày 5 tháng 7 năm 2000 - Label: Zetima                                         |
| 2003 | Koinu Dan no Monogatari (with Hello! Project Kids) - Released: ngày 14 tháng 2 năm 2003 - Label: Zetima  |

### Musical albums
| Năm  | Album details                                                                                   |
| ---- | ----------------------------------------------------------------------------------------------- |
| 2001 | Love Century: Yume wa Minakerya Hajimaranai - Released: ngày 1 tháng 8 năm 2001 - Label: Zetima |
| 2003 | Edokko Chushingura - Released: ngày 2 tháng 7 năm 2003 - Label: Zetima                          |
| 2006 | Ribbon no Kishi - Released: ngày 26 tháng 7 năm 2006 - Label: Zetima                            |
| 2010 | Fashionable - Released: ngày 15 tháng 9 năm 2010 - Label: Sony Music Entertainment              |

### Compilation albums
| Year                                                                            | Album details                                                                                               | Peak chart positions | Peak chart positions | Certifications (sales thresholds) |
| Year                                                                            | Album details                                                                                               | JP                   | TW                   | Certifications (sales thresholds) |
| ------------------------------------------------------------------------------- | --- | -------------------- | -------------------- | --------------------------------- |
| 2001                                                                            | Best! Morning Musume 1 - Released: ngày 31 tháng 1 năm 2001 - Label: Zetima                                 | 1                    | —                    | Million                           |
| 2004                                                                            | Best! Morning Musume 2 - Released: ngày 31 tháng 3 năm 2004 - Label: Zetima                                 | 4                    | —                    | Gold                              |
| 2004                                                                            | Early Single Box - Released: ngày 15 tháng 12 năm 2004 - Label: Zetima                                      | —                    | —                    |                                   |
| 2007                                                                            | Morning Musume All Singles Complete: 10th Anniversary - Released: ngày 24 tháng 10 năm 2007 - Label: Zetima | 6                    | 1                    |                                   |
| 2009                                                                            | Morning Musume Zen Singles Coupling Collection - Released: ngày 7 tháng 10 năm 2009 - Label: Zetima         | 9                    | 10                   |                                   |
| "—" denotes releases that did not chart or were not released in that territory. | |                      |                      |                                   |

Notes
1. 1 2  Taiwan's peak position for:Morning Musume All Singles Complete: 10th Anniversary can be found on the forty-third week of 2007, and Morning Musume Zen Singles Coupling Collection on the forty-first week of 2009.

### Tribute and cover albums
| Year | Album details                                                   | Peak chart positions |
| Year | Album details                                                   | JP                   |
| ---- | --------------------------------------------------------------- | -------------------- |
| 2008 | Cover You - Released: ngày 26 tháng 11 năm 2008 - Label: Zetima | 27                   |

## Singles
| 1997                                                                            | "Ai no Tane"                                                                          | — | —   |          | First Time                                            |
| 1998                                                                            | "Morning Coffee"                                                                      | 6 | —   |          | First Time                                            |
| 1998                                                                            | "Summer Night Town"                                                                   | 4 | —   |          | First Time                                            |
| 1998                                                                            | "Daite Hold on Me!"                                                                   | 1 | —   |          | Second Morning                                        |
| 1999                                                                            | "Memory Seishun no Hikari"                                                            | 2 | —   |          | Second Morning                                        |
| 1999                                                                            | "Manatsu no Kōsen"                                                                    | 3 | —   |          | Second Morning                                        |
| 1999                                                                            | "Furusato"                                                                            | 5 | —   |          | Second Morning                                        |
| 1999                                                                            | "Love Machine"                                                                        | 1 | —   | Million  | 3rd: Love Paradise                                    |
| 2000                                                                            | "Koi no Dance Site"                                                                   | 2 | —   | Million  | 3rd: Love Paradise                                    |
| 2000                                                                            | "Happy Summer Wedding"                                                                | 1 | —   | Million  | Best! Morning Musume 1                                |
| 2000                                                                            | "I Wish"                                                                              | 1 | —   |          | Best! Morning Musume 1                                |
| 2000                                                                            | "Ren'ai Revolution 21"                                                                | 2 | —   |          | 4th Ikimasshoi!                                       |
| 2001                                                                            | "The Peace!"                                                                          | 1 | —   | Platinum | 4th Ikimasshoi!                                       |
| 2001                                                                            | "Mr. Moonlight (Ai no Big Band)"                                                      | 1 | —   |          | 4th Ikimasshoi!                                       |
| 2002                                                                            | "Sōda! We're Alive"                                                                   | 1 | —   |          | 4th Ikimasshoi!                                       |
| 2002                                                                            | "Do It! Now"                                                                          | 3 | —   | Gold     | No.5                                                  |
| 2002                                                                            | "Koko ni Iruzee!"                                                                     | 1 | —   | Gold     | No.5                                                  |
| 2003                                                                            | "Morning Musume no Hyokkori Hyōtanjima"                                               | 4 | —   | Gold     | Best! Morning Musume 2                                |
| 2003                                                                            | "As for One Day"                                                                      | 1 | —   | Gold     | Best! Morning Musume 2                                |
| 2003                                                                            | "Shabondama"                                                                          | 2 | —   | Gold     | Best! Morning Musume 2                                |
| 2003                                                                            | "Go Girl (Koi no Victory)"                                                            | 4 | —   | Gold     | Best! Morning Musume 2                                |
| 2004                                                                            | "Ai Araba It's All Right"                                                             | 2 | —   | Gold     | Best! Morning Musume 2                                |
| 2004                                                                            | "Roman (My Dear Boy)"                                                                 | 4 | —   | Gold     | Ai no Dai 6 Kan                                       |
| 2004                                                                            | "Joshi Kashimashi Monogatari"                                                         | 3 | —   | Gold     | Ai no Dai 6 Kan                                       |
| 2004                                                                            | "Namida ga Tomaranai Hōkago"                                                          | 4 | —   |          | Ai no Dai 6 Kan                                       |
| 2005                                                                            | "The Manpower!!!"                                                                     | 4 | —   |          | Rainbow 7                                             |
| 2005                                                                            | "Osaka Koi no Uta"                                                                    | 2 | —   |          | Rainbow 7                                             |
| 2005                                                                            | "Iroppoi Jirettai"                                                                    | 4 | —   |          | Rainbow 7                                             |
| 2005                                                                            | "Chokkan 2 (Nogashita Sakana wa Ōkiizo!)"                                             | 4 | —   |          | Rainbow 7                                             |
| 2006                                                                            | "Sexy Boy (Soyokaze ni Yorisotte)"                                                    | 4 | —   |          | Sexy 8 Beat                                           |
| 2006                                                                            | "Ambitious! Yashinteki de Ii Jan"                                                     | 4 | —   |          | Sexy 8 Beat                                           |
| 2006                                                                            | "Aruiteru"                                                                            | 1 | —   |          | 7.5 Fuyu Fuyu Morning Musume Mini!                    |
| 2007                                                                            | "Egao Yes Nude"                                                                       | 4 | —   |          | Sexy 8 Beat                                           |
| 2007                                                                            | "Kanashimi Twilight"                                                                  | 2 | —   |          | Morning Musume All Singles Complete: 10th Anniversary |
| 2007                                                                            | "Onna ni Sachi Are"                                                                   | 2 | —   |          | Morning Musume All Singles Complete: 10th Anniversary |
| 2007                                                                            | "Mikan"                                                                               | 6 | —   |          | Platinum 9 Disc                                       |
| 2008                                                                            | "Resonant Blue"                                                                       | 3 | —   |          | Platinum 9 Disc                                       |
| 2008                                                                            | "Pepper Keibu"                                                                        | 3 | —   |          | Cover You                                             |
| 2009                                                                            | "Naichau Kamo"                                                                        | 3 | 8   |          | Platinum 9 Disc                                       |
| 2009                                                                            | "Shōganai Yume Oibito"                                                                | 1 | 9   |          | 10 My Me                                              |
| 2009                                                                            | "Nanchatte Ren'ai"                                                                    | 2 | 4   |          | 10 My Me                                              |
| 2009                                                                            | "Kimagure Princess"                                                                   | 4 | 14  |          | 10 My Me                                              |
| 2010                                                                            | "Onna ga Medatte Naze Ikenai"                                                         | 5 | 16  |          | 10 My Me                                              |
| 2010                                                                            | "Seishun Collection"                                                                  | 3 | 13  |          | Fantasy! Jūichi                                       |
| 2010                                                                            | "Onna to Otoko no Lullaby Game"                                                       | 6 | 11  |          | Fantasy! Jūichi                                       |
| 2011                                                                            | "Maji Desu ka Ska!"                                                                   | 5 | 7   |          | 12, Smart                                             |
| 2011                                                                            | "Only You"                                                                            | 4 | 12  |          | 12, Smart                                             |
| 2011                                                                            | "Kono Chikyū no Heiwa o Honki de Negatterun da yo!/Kare to Issho ni Omise ga Shitai!" | 2 | —   |          | 12, Smart                                             |
| 2012                                                                            | "Pyocopyoco Ultra"                                                                    | 3 | —   |          | TBA                                                   |
| 2012                                                                            | "Ren'ai Hunter"                                                                       | 3 | TBA |          | TBA                                                   |
| "—" denotes releases that did not chart or were not released in that territory. |                                                                                       |   |     |          |                                                       |

## Videography

### Music video compilations
| Năm  | Details |
| ---- | --- |
| 2000 | Eizō The Morning Musume Best 10 - Release: ngày 14 tháng 6 năm 2000 - Label: Zetima - Format: VHS, DVD                                                        |
| 2002 | Eizō The Morning Musume 2: Single M Clips - Release: ngày 4 tháng 12 năm 2002 - Label: Zetima - Format: VHS, DVD                                              |
| 2005 | Eizō The Morning Musume 3: Single V Clips - Release: ngày 24 tháng 3 năm 2005 - Label: Zetima                                                                 |
| 2007 | Eizō The Morning Musume 4: Single M Clips - Release: ngày 2 tháng 5 năm 2007 - Label: Zetima                                                                  |
| 2007 | The Morning Musume All Singles Complete Zen 35 Kyoku: 10th Anniversary - Release: ngày 19 tháng 12 năm 2007 - Label: Zetima - Limited release DVD with album. |
| 2009 | Eizō The Morning Musume 5: Single M Clips - Release: ngày 19 tháng 8 năm 2009 - Label: Zetima                                                                 |
| 2011 | Eizō The Morning Musume 6: Single M Clips - Release: ngày 13 tháng 4 năm 2011 - Label: Zetima                                                                 |

### Concerts
| Năm  | Concert details |
| ---- | --- |
| 1998 | Hello! First Live at Shibuya Kōkaidō - Release: ngày 12 tháng 12 năm 1998 - Label: Zetima - Format: VHS, CD (ngày 4 tháng 12 năm 2002)                                                                                    |
| 1999 | Memory: Seishun no Hikari 1999.4.18 - Release: ngày 30 tháng 6 năm 1999 - Label: Zetima - Format: VHS, DVD (ngày 26 tháng 10 năm 2005) - Asuka Fukuda's graduation concert. - Format: VHS, LD, DVD                        |
| 2000 | Morning Musume First Live at Budōkan: Dancing Love Site 2000 Haru - Release: ngày 30 tháng 8 năm 2000 - Label: Zetima - Sayaka Ichii's graduation concert. - Format: DVD                                                  |
| 2001 | Morning Musume Live Revolution 21 Haru: Osaka City Hall Last Day - Release: ngày 27 tháng 6 năm 2001 - Label: Zetima - Yuko Nakazawa's graduation concert. - Format: VHS, DVD                                             |
| 2001 | Green Live - Release: ngày 5 tháng 9 năm 2001 - Label: Zetima - Took place after Hello! Project's 2001 athletic meet. - Format: DVD                                                                                       |
| 2002 | Love Is Alive! Morning Musume Concert Tour 2002 Haru at Saitama Super Arena - Release: ngày 31 tháng 7 năm 2002 - Label: Zetima - Contains extra footage of the concert. - Format: VHS, DVD                               |
| 2002 | Morning Musume Love is Alive! 2002 Natsu at Yokohama Arena - Release: ngày 20 tháng 11 năm 2002 - Label: Zetima - Maki Goto's graduation concert. - Contains extra footage of the concert. - Format: VHS, DVD             |
| 2003 | Morning Musume Concert Tour 2003 Haru Non Stop! at Saitama Super Arena - Release: ngày 25 tháng 6 năm 2003 - Label: Zetima - Kei Yasuda's graduation concert. - Contains extra footage of the concert. - Format: VHS, DVD |
| 2003 | Morning Musume Concert Tour 2003: 15nin de Non Stop! - Release: ngày 26 tháng 12 năm 2003 - Label: Zetima - Contains backstage footage of the concert. - Format: DVD                                                      |
| 2004 | Morning Musume Concert Tour 2004 Haru "The Best of Japan" - Release: ngày 14 tháng 7 năm 2004 - Label: Zetima - Format: DVD                                                                                               |
| 2004 | Morning Musume Concert Tour 2004: "The Best of Japan Natsu Aki '04" - Release: ngày 8 tháng 12 năm 2004 - Label: Zetima - Contains backstage footage from during the concert. - Format: DVD                               |
| 2005 | Morning Musume Concert Tour 2005 Haru: Dai 6 Kan Hit Mankai - Release: ngày 5 tháng 7 năm 2005 - Label: Zetima - Rika Ishikawa's graduation concert. - Contains extra footage of the concert. - Format: DVD               |
| 2005 | Concert Tour 2005 Natsu Aki Baribari Kyōshitsu: "Koharu-chan Irasshai!" - Release: ngày 14 tháng 12 năm 2005 - Label: Zetima - Contains extra footage of the concert. - Format: DVD                                       |
| 2006 | Morning Musume Concert Tour 2006 Haru: Rainbow Seven - Release: ngày 19 tháng 7 năm 2006 - Label: Zetima - Format: DVD |
| 2006 | Morning Musume Concert Tour 2006 Aki: Odore! Morning Curry - Release: ngày 27 tháng 12 năm 2006 - Label: Zetima - Contains extra footage of the concert. - Format: DVD                                                    |
| 2007 | Morning Musume Concert Tour 2007 Spring: Sexy 8 Beat - Release: ngày 4 tháng 7 năm 2007 - Label: Zetima - Hitomi Yoshizawa's graduation concert. - Format: DVD                                                            |
| 2007 | Morning Musume Concert Tour 2007 Aki: Bon Kyu! Bon Kyu! Bomb - Release: ngày 14 tháng 2 năm 2008 - Label: Zetima - Format: DVD                                                                                            |
| 2008 | Morning Musume Concert Tour 2008 Haru: Single Daizenshū - Release: ngày 30 tháng 6 năm 2008 - Label: Zetima - Format: DVD                                                                                                 |
| 2008 | Morning Musume Concert Tour 2008 Aki: Resonant Live - Release: ngày 28 tháng 1 năm 2009 - Label: Zetima - Contains several alternative performance of the concert. - Format: DVD                                          |
| 2009 | Morning Musume Concert Tour 2009 Spring: Platinum 9 Disco - Release: ngày 15 tháng 7 năm 2009 - Label: Zetima - Format: DVD                                                                                               |
| 2009 | Morning Musume Yomiuri Land East Live 2009 - Release: ngày 20 tháng 1 năm 2010 - Label: Zetima - Format: DVD |
| 2009 | Morning Musume Concert Tour 2009 Aki: Nine Smile - Release: ngày 24 tháng 2 năm 2010 - Label: Zetima - Koharu Kusumi's Graduation Concert. - Format: DVD                                                                  |
| 2010 | Morning Musume Concert Tour 2010 Haru: Pika Pika! - Label: Zetima - Format: DVD (ngày 14 tháng 7 năm 2010), Blu-ray disc (ngày 27 tháng 10 năm 2010)                                                                      |
| 2010 | Morning Musume Concert Tour 2010 Aki: Rival Survival - Label: Zetima - Eri Kamei, Linlin và Junjun's Graduation Concert. - Format: DVD (ngày 23 tháng 2 năm 2011), Blu-ray disc (ngày 3 tháng 3 năm 2011)                 |
| 2011 | Morning Musume Concert Tour 2011 Haru: Sin Souseiki Fantasy DX ~9-Ki Men Wo Mukaete-~! - Label: Zetima - Format: DVD (ngày 27 tháng 7 năm 2011), Blu-ray disc (ngày 17 tháng 8 năm 2011)                                  |

### Music videos
| Năm                                | Title | Director(s)      |
| ---------------------------------- | --- | ---------------- |
| 1997                               | "Ai no Tane"                                                                                               | Hideta Takahata  |
| 1998                               | "Morning Coffee"                                                                                           | Hideta Takahata  |
| 1998                               | "Summer Night Town"                                                                                        | Hideta Takahata  |
| 1998                               | "Daite Hold on Me!"                                                                                        | Hideta Takahata  |
| 1999                               | "Memory Seishun no Hikari"                                                                                 | Hideta Takahata  |
| 1999                               | "Manatsu no Kōsen"                                                                                         | Hideta Takahata  |
| 1999                               | "Furusato"                                                                                                 | Hideta Takahata  |
| 1999                               | "Love Machine"                                                                                             | Hideta Takahata  |
| 2000                               | "Koi no Dance Site"                                                                                        | Hideta Takahata  |
| 2000                               | "Happy Summer Wedding"                                                                                     | Tetsuo Inoue     |
| 2000                               | "I Wish"                                                                                                   | Mayumi Miyasaka  |
| 2000                               | "Renai Revolution 21"                                                                                      | Takashi Tadokoro |
| 2001                               | "The Peace!"                                                                                               | Wataru Takeishi  |
| 2001                               | "Mr. Moonlight: Ai no Big Band"                                                                            | Wataru Takeishi  |
| 2002                               | "Sōda! We're Alive"                                                                                        | Wataru Takeishi  |
| 2002                               | "Morning Musume Single Medley: Hawaiian" (with Boo Takagi, Coconuts Musume, Miki Fujimoto, and Rika Ishii) | —                |
| 2002                               | "Do It! Now"                                                                                               | Wataru Takeishi  |
| 2002                               | "Koko ni Iruzee!"                                                                                          | Hideo Kawatani   |
| 2003                               | "Ganbacchae!"                                                                                              | Hideo Kawatani   |
| 2003                               | "Hey! Mirai"                                                                                               | Kensuke Kawamura |
| 2003                               | "Morning Musume no Hyokkori Hyōtanjima"                                                                    | Hideo Kawatani   |
| 2003                               | "As for One Day"                                                                                           | Wataru Takeishi  |
| 2003                               | "Shabondama"                                                                                               | Wataru Takeishi  |
| 2003                               | "Go Girl (Koi no Victory)"                                                                                 | Hideo Kawatani   |
| 2004                               | "Ai Araba It's All Right"                                                                                  | Takeshi Sueda    |
| 2004                               | "Roman (My Dear Boy)"                                                                                      | Tetsuo Inoue     |
| 2004                               | "Joshi Kashimashi Monogatari"                                                                              | Wataru Takeishi  |
| 2004                               | "Namida ga Tomaranai Hōkago"                                                                               | Wataru Takeishi  |
| 2005                               | "The Manpower!!!"                                                                                          | Wataru Takeishi  |
| 2005                               | "Osaka Koi no Uta"                                                                                         | Wataru Takeishi  |
| 2005                               | "Iroppoi Jirettai"                                                                                         | Makoto Hasegawa  |
| 2005                               | "Chokkan 2 (Nogashita Sakana wa Ōkiizo!)"                                                                  | Makoto Hasegawa  |
| 2005                               | "Koi wa Hassō Do the Hustle!"                                                                              | Makoto Hasegawa  |
| 2006                               | "Sexy Boy (Soyokaze ni Yorisotte)"                                                                         | Makoto Hasegawa  |
| 2006                               | "Ambitious! Yashinteki de Ii Jan"                                                                          | Wataru Takeishi  |
| 2006                               | "Aruiteru"                                                                                                 | Hideo Kawatani   |
| 2007                               | "Egao Yes Nude"                                                                                            | Hideo Kawatani   |
| 2007                               | "Kanashimi Twilight"                                                                                       | Makoto Hasegawa  |
| 2007                               | "Onna ni Sachi Are"                                                                                        | Makoto Hasegawa  |
| 2007                               | "Mikan" | Makoto Hasegawa  |
| 2008                               | "Resonant Blue"                                                                                            | Makoto Hasegawa  |
| 2008                               | "Pepper Keibu"                                                                                             | Takashi Tadokoro |
| 2009                               | "Naichau Kamo"                                                                                             | Hideo Kawatani   |
| 2009                               | "Shōganai Yume Oibito"                                                                                     | Toshiyuki Suzuki |
| 2009                               | "3, 2, 1, Breaking Out"                                                                                    | Masaki Takehisa  |
| 2009                               | "Nanchatte Renai"                                                                                          | —                |
| 2009                               | "Kimagure Princess"                                                                                        | Toshiyuki Suzuki |
| 2010                               | "Onna ga Medatte Naze Ikenai"                                                                              | —                |
| 2010                               | "Genki PikaPika"                                                                                           | —                |
| 2010                               | "Seishun Collection"                                                                                       | Hideaki Sunaga   |
| "Onna to Otoko no Lullaby Game"    | — |                  |
| 2011                               | "Maji Desu ka Ska!"                                                                                        | —                |
| 2011                               | "Only you"                                                                                                 | —                |
| 2011                               | "Kono Chikyuu no Heiwa wo Honki de Negatterun da yo!"                                                      | —                |
| "Kare to Issho ni Omise ga Shitai" | — |                  |
| 2012                               | "PyocoPyoco Ultra"                                                                                         | —                |
| 2012                               | "Renai Hunter"                                                                                             | —                |

## Footnotes
1. ↑  This includes the music video compilation albums and concert DVDs.
2. ↑  This does not include the alternate versions of some music videos.
3. 1 2 3  Certifications stated came from the Recording Industry Association of Japan database.